# Rada Iveković
Rada Iveković (* 1945 in Zagreb) ist eine jugoslawische Philosophin, Indologin und Schriftstellerin.

## Leben
Aufgewachsen ist Iveković überwiegend in Zagreb und Belgrad, allerdings besuchte sie in ihrer Grundschulzeit die Französische Schule in Bonn-Bad Godesberg. Iveković wohnte seit 1963 in Zagreb, 1964 machte sie Abitur.
Iveković studierte Indologie, Philosophie und Anglistik an der Universität Zagreb, an der Universität Belgrad und 1970–1973 Buddhistische Philosophie an der Universität Delhi. Mit Abschlüssen in Indologie und Anglistik beendete Iveković ihr Studium 1969 an der Universität Zagreb.
1972 promovierte sie in Buddhistischer Philosophie an der Universität Delhi.
Ab 1975 war Rada Iveković als Dozentin für Geschichte der asiatischen Philosophie und Vergleichende Philosophie an der Universität Zagreb tätig.
1987 verbrachte sie als Sabbatical an der Philosophischen Fakultät der Banaras Hindu University in Benares.
1991/1992 zog sie aus Zagreb fort, 1993 erfolgte ihre Habilitation in Philosophischer Anthropologie der Differenz an der Universität Paris VIII. Seit 1998 wirkte sie dort als Professorin.
Seit 2003 ist Rada Iveković Professorin im Soziologie-Department an der Fakultät für Geistes- und Sozialwissenschaften der Universität Jean Monnet – St. Etienne, seit 2004 zudem Programmdirektorin am Collège international de philosophie (Paris).

## Politische Positionierung
Iveković nimmt zum Kriegsgeschehen auf dem Territorium des ehemaligen Jugoslawien eine antipatriarchale, antirassistische und antinationalistische Position ein. Sie vertritt die Auffassung, dass die mangelnde Gleichstellung der Geschlechter (Inégalité des sexes) und anderer Alteritäten, sowie Ungleichheiten, Ausschlüsse oder unterdrückende Einschlüsse (Gender, Nation, ethnische Zugehörigkeit, Kolonisation etc.) zu einer fatalen Teilung der Vernunft führen („Le partage de la raison“). 1997 erschien ihre Studie über das Geschlecht in der Philosophie, in der sie sich mit den Positionen von Jean-Francois Lyotard auseinandersetzt.
Iveković ist Unterzeichnerin der 2017 veröffentlichten Deklaration zur gemeinsamen Sprache der Kroaten, Serben, Bosniaken und Montenegriner.

## Schriften
In englischer Sprache
- 2005 Iveković, Rada: Captive gender: ethnic stereotypes & cultural boundaries, New Delhi: Women Unlimited, an association of Kali for Women
- 2005 (Tagungs-Abstract Rada Iveković) Borders and Partitions: Exception as Space and Time, (National Chiao Tung University, Taiwan: Center for Humanities and Social Theory), 25.–27. Juni 2005.
- 2005 Iveković, Rada: The Fiction of Gender Constructing the Fiction of Nation: On How Fictions Are Normative, and Norms Produce Exceptions. In: Anthropological Yearbook of European Cultures 2005 (Gender and Nation in South Eastern Europe), S. 19–38.
- 2010 Feminist Philosophy in the former Yugoslavia. An Interview with Rada Iveković, in: Feministische Philosophie in europäischem Kontext. Gender-Debatten zwischen „Ost“ und „West“, Böhlau Verlag 2010, S. 212–221, ISBN 978-3-205-79091-4
- 2022 Iveković, Rada: Migration, New Nationalisms and Populism: An Epistemological Perspective on the Closure of Rich Countries, Taylor & Francis 2022, ISBN 978-1-03-218527-9

In deutscher Übersetzung
- Ein erlesener Kadaver. Lettre International 73 (Sommer 2006), S. 118–119 Auszug
- Gefährliche Klassen. Lettre International 71 (Winter 2005), S. 120–121 Auszug
- Autopsie des Balkans. Ein psychopolitischer Essay. Aus dem Französischen von Ilona Seidel. Graz/Wien: Droschl, 2001. ISBN 3-85420-567-8
- Benares. Ein Essay aus Indien. Aus dem Serbokroatischen von Nadja Grbic. Graz/Wien: Droschl, 1993
- Jugoslawischer Salat Aus dem Serbokroatischen von Katrin Becker. Graz/Wien: Droschl, 1993 (= Essay. 19).
- Briefe von Frauen über Krieg und Nationalismus (zusammen mit Biljana Jovanović / Marusa Krese / Radmila Lazić). Mit einem Beitrag von Duska Perisec-Osti. Aus dem Serbokroatischen von Barbara Antkowiak, Angela Richter und Mechthild Schäfer, aus dem Slowenischen von Marina Einspieler. Frankfurt am Main: Suhrkamp, 1993 (= edition suhrkamp. 1811. N.F. 811). (Klappentext: „Dieses Buch entstand aus Briefen, die allen Blockaden zum Trotz von Anfang Juni 1991 bis Anfang 1993 zwischen Ljubljana, Berlin, Belgrad, Paris … gefaxt wurden.“)

## Hörspiel in Deutschland
- 1993: Mit den Co-Autorinnen Maruša Krese, Radmila Lazić, Biljana Jovanović und Duska Perisic-Osti: Der Wind geht gen Mittag und kommt herum zur Mitternacht. Briefe über die Zerstörung Jugoslawiens – Regie: Annette Jainski (Hörspielbearbeitung – SFB/SWF/BR)
  - Auszeichnung: Hörspiel des Monats Juli 1993

Siehe: ARD-Hörspieldatenbank